# Понтификальное аббатство Сан-Джироламо-ин-Урбе
Понтификальное аббатство Сан-Джироламо-ин-Урбе (итал. Pontificia Abbazia di San Girolamo in Urbe, лат. Abbatia Pontificia Sancti Hieronymi in Urbe) — бенедиктинское аббатство, существовавшее в Риме в 1933—1984 годах. Было основано как научный институт Святого Престола для создания критического издания Вульгаты.

## История
На рубеже XIX—XX веков быстрое совершенствование методов научной критики текста, открытие новых манускриптов и успехи протестантских богословов и текстологов привели к тому, что и в Католической церкви проявилось сознание необходимости создания нового библейского перевода на латинский язык, а не редактирования Клементины. В этой ситуации Папа Пий X, официально осудив модернизацию, в 1907 году поручил Ордену бенедиктинцев поиск неисследованных рукописей и воссоздание первоначального текста Иеронима в возможно более чистой форме. В том же году была основана международная комиссия для реализации этого издания — Pontifica Commissio pro Nova Vulgata Bibliorum editione. Комиссия начала фотокопирование наиболее авторитетных итальянских и испанских рукописей, и к 1926 году выпустила в свет первый том. Апостольская конституция Inter praecipuas 15 июня 1933 года создавала особое аббатство для реализации издания. Братия, преимущественно, была приглашена из Клерво, первым настоятелем и главой комиссии стал Анри Кентен (1872—1935). К 1969 году работа была доведена только до Книги пророка Исайи, но к тому времени была поставлена задача создания принпициально нового официального издания Библии. В том же году вышло стандартное научное издание Вульгаты. В 1984 году аббатство Сан-Джироламо-ин-Урбе было закрыто, его имущество было передано Папскому институту духовной музыки. Однако малый коллектив бенедиктинцев завершил к 1995 году полное издание Ветхого Завета.
В Сан-Джироламо была перевезена библиотека Монте-Кассино на время реконструкции монастыря.